# Sannatasah Saniru
Sannatasah Saniru (* 15. Mai 1990 in Sabah) ist eine malaysische Badmintonspielerin.

## Karriere
Sannatasah Saniru gewann bei der Badminton-Juniorenweltmeisterschaft 2008 Bronze mit dem malaysischen Team. Beim Uber Cup 2010 wurde sie mit der Mannschaft Fünfte. Zwei Jahre später schaffte es Malaysia unter Mitwirkung Sanirus jedoch nicht mehr in die Endrunde dieser Weltmeisterschaft für Damenmannschaften. In den Einzeldisziplinen wurde sie bei den Iran Fajr International 2009 und den French International 2012 Zweite sowie bei den Malaysia International 2008 und den Malaysia International 2011 Dritte.